# Коломбина

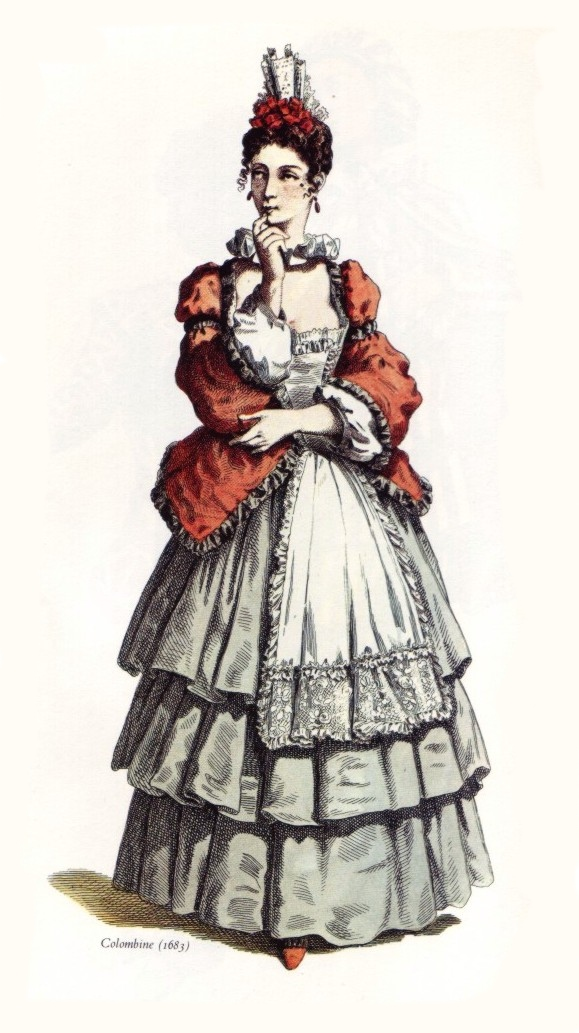
Коломбина, рисунок Мориса Санда, 1860.

Коломби́на (итал. Colombina) — традиционный персонаж итальянской народной комедии масок — служанка, участвующая в развитии интриги, в разных сценариях также называемая Фантеской, Серветтой, Франческиной, Смеральдиной, Мирандолиной и так далее. Большую популярность получила во французском театре.

## Описание персонажа
- По происхождению она — крестьянская девушка, которая в городе чувствует себя неуверенно и непривычно.

- Является служанкой, как правило при Панталоне или Докторе, девушка-дзанни.

- Обычно одета в красивое пышное платье; в более позднем театре (с XVIII века) часто появляется в платье из заплат, похожем на костюм Арлекина.

- Маску она не носит.

- Первоначально Коломбина изображалась как деревенская дурёха, по характеру схожая с маской Арлекина, при этом подчёркивались её честность, порядочность и хорошее настроение.

## Интерпретации героини
Во французском театре крестьянские черты Фантески стёрлись, а сама маска приобрела характер типичной французской субретки.

## Источник
- Дживелегов А. К. Итальянская народная комедия / А. К. Дживелегов. — М. : Издательство АН СССР, 1954. — С. 129–131. — 298 с.